# L'origen de les espècies
L'origen de les espècies (The origin of species, en anglès) és un llibre escrit per Charles Darwin, publicat el 24 de novembre del 1859; és una obra fonamental de la literatura científica, considerada com la base de la biologia evolutiva. El seu títol complet era L'origen de les espècies mitjançant la selecció natural, o la preservació de les races afavorides en la lluita per la vida (en anglès, On the origin of species by means of natural selection, or the preservation of favoured races in the struggle for life). Per a la sisena edició del 1872, el títol abreujat va ser canviat a L'origen de les espècies. En aquesta edició, s'introdueixen modificacions sensibles i s'elimina la paraula "On" del títol per donar-li un to més definitiu. Aquesta versió va ser la referent per a bona part de les traduccions a altres llengües.

## Contingut
El llibre de Darwin va introduir la teoria que les poblacions evolucionen en el transcurs de les generacions mitjançant un procés de "selecció natural". Es presenta un conjunt de proves que la diversitat de la vida va sorgir per descendència comuna mitjançant un patró de ramificació de l'evolució. Darwin inclou com a proves les troballes que havia reunit durant l'expedició del Beagle, a la dècada de 1830, i d'altres posteriors de la investigació, la correspondència i l'experimentació.
Diverses idees evolucionistes ja havien estat proposades per explicar els nous descobriments en la biologia. Hi va haver un suport cada vegada més gran d'aquestes idees entre els anatomistes dissidents i el públic en general, però durant la primera meitat del segle xix la comunitat científica anglesa es trobava estretament vinculada a l'Església d'Anglaterra, mentre que la ciència era part de la teologia natural. Les idees sobre la transmutació de les espècies eren discutibles perquè entraven en conflicte amb les creences que les espècies eren parts immutables d'una jerarquia dissenyada i que els éssers humans són únics, no vinculats als animals. Hi va haver intenses discussions, però la transmutació no va ser acceptada pel corrent científic.
El llibre va ser escrit per a lectors no especialitzats i això va suscitar un gran interès per la publicació. Com que Darwin va ser un científic eminent, les seves conclusions van ser preses seriosament i les proves que va proposar generaren debats científics, filosòfics i religiosos. El debat sobre el llibre va contribuir a la campanya de T. H. Huxley i els seus companys del Club X per secularitzar la ciència mitjançant la promoció del naturalisme científic. En dues dècades, hi va haver una coincidència generalitzada que l'evolució científica, amb un patró de ramificació de l'ascendència comuna, s'havia produït, però els científics van trigar a donar a la selecció natural de Darwin la importància apropiada. Durant l'«eclipsi del darwinisme", des del 1880 fins a la dècada del 1930, a altres diversos mecanismes de l'evolució se'ls va donar més crèdit. Amb el desenvolupament de la síntesi moderna de l'evolució en els anys 1930 i 1940, el concepte de Darwin de l'adaptació evolutiva per selecció natural es va convertir en el centre de la teoria evolutiva moderna, ara era el concepte unificador de les ciències de la vida.

## Resum de la teoria de Darwin

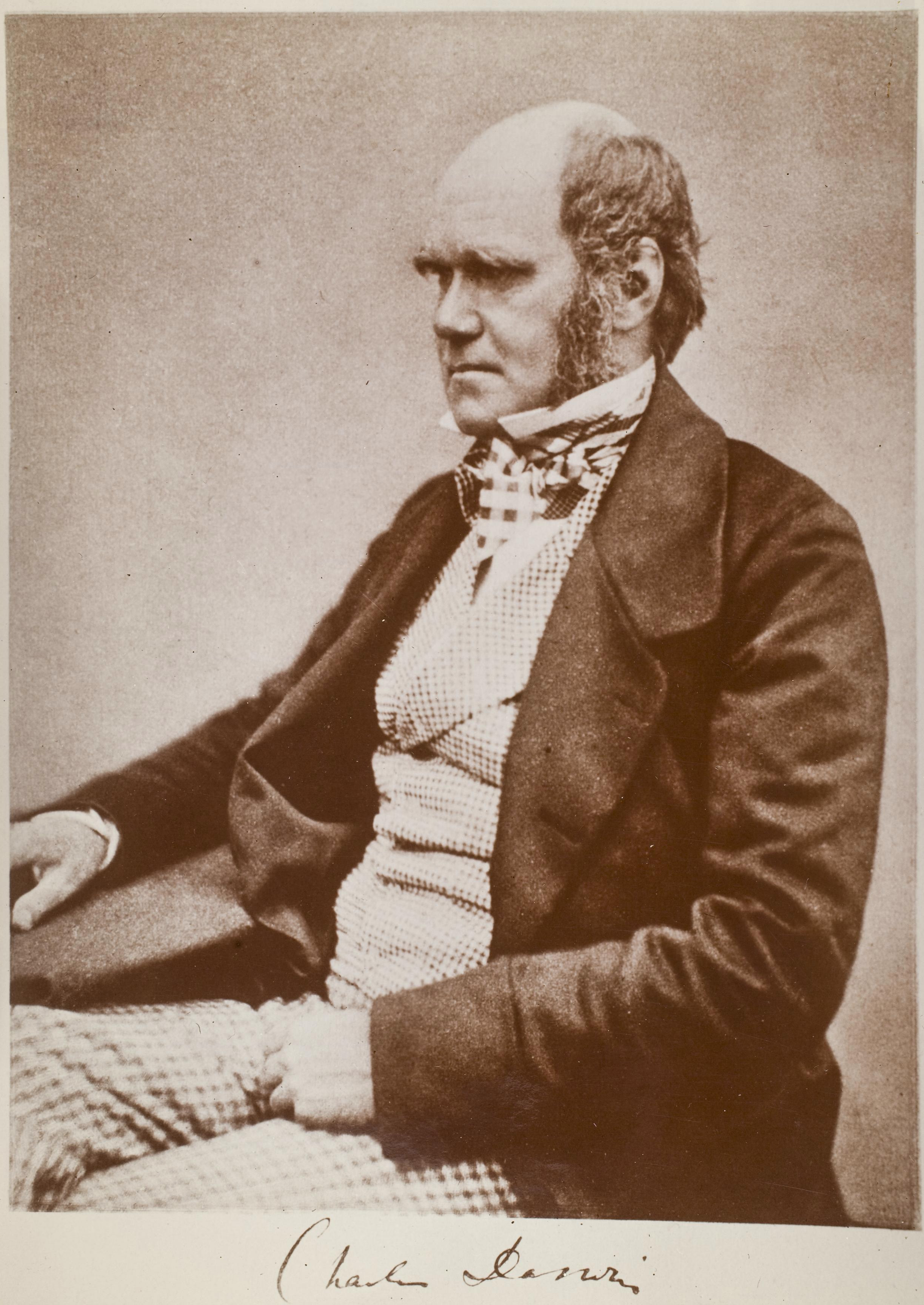
Darwin poc abans de la publicació de l'obra.

La teoria de Darwin de l'evolució es basa en fets clau i inferències extretes d'aquests fets, que el biòleg Ernst Mayr va resumir així:
- Cada espècie és prou fèrtil perquè, si sobreviuen tots els descendents per reproduir-se, la població creixi.
- Tot i que hi ha fluctuacions periòdiques, les poblacions continuen sent aproximadament de la mateixa mida.
- Els recursos, com els aliments, són limitats i són relativament estables en el temps.
- Es produeix una lluita per la supervivència.
- Els individus d'una població varien considerablement dels uns als altres.
- Gran part d'aquesta variació és hereditària.
- Els individus menys adaptats al medi ambient tenen menys probabilitats de sobreviure i menys probabilitats de reproduir-se; els individus més aptes tenen més probabilitats de sobreviure i més possibilitats de reproduir-se i de deixar els seus trets hereditaris a les generacions futures, la qual cosa produeix el procés de selecció natural (inferència).
- Aquest procés lent dona com a resultat canvis a les poblacions per adaptar-se als seus entorns, i en última instància, aquestes variacions s'acumulen amb el temps per formar noves espècies (inferència).

## Antecedents

### Desenvolupament de la teoria de Darwin
En edicions posteriors del llibre, Darwin traçà les idees evolutives fins a Aristòtil; el text que cita és un resum d'Aristòtil de les idees del filòsof grec Empèdocles; els Pares de l'Església cristians i els erudits medievals europeus interpretaven la narració de la creació narrativa del Gènesi al·legòricament en comptes d'una narració històrica literal; els organismes foren descrits pel seu significat mitològic i heràldic, així com per la seva forma física. Estava molt estesa la idea que la natura és inestable i capritxosa, amb naixements monstruosos d'unió entre espècies, i la generació espontània de la vida.
La Reforma Protestant inspirà una interpretació literal de la Bíblia, on els conceptes de la creació entraven en conflicte amb les conclusions d'una nova ciència que cercava explicacions congruents amb la filosofia mecànica de René Descartes i l'empirisme del mètode de Francis Bacon. Després de l'agitació de la Guerra Civil Anglesa, la Royal Society volia mostrar que la ciència no era una amenaça per a l'estabilitat política i religiosa. John Ray desenvolupà una teoria de la influència natural d'ordre racional, a la seva taxonomia; les espècies eren estàtiques i fixes, la seva adaptació i la seva complexitat dissenyada per Déu, i les varietats presentaven diferències menors causades per les condicions locals. En el disseny benefactor de Déu, els carnívors causaven una mort misericordiosa, ràpida, però el patiment causat pel parasitisme era un problema desconcertant. La classificació biològica presentada per Carl von Linné el 1735 també mostra espècies fixes d'acord amb el pla diví. El 1766, Georges Louis Leclerc suggerí que algunes espècies similars, tals com cavalls i ases, o lleons, tigres i lleopards, podrien ser varietats descendents d'un avantpassat comú. La cronologia d'Ussher de la dècada de 1650 havia calculat la creació en 4004 aC, però els geòlegs de la dècada de 1780 suposaven que el món era molt més antic. Els seguidors d'Abraham Gottlob Werner pensaven que els estrats eren dipòsits de la reducció dels mars, però James Hutton proposà un cicle d'automanteniment infinit, anticipant l'uniformisme.
L'avi de Charles Darwin, Erasmus Darwin, esbossà una hipòtesi de la transmutació de les espècies a la dècada del 1790 i Jean-Baptiste Lamarck publicà una teoria més desenvolupada el 1809. Ambdues suposaven que la generació espontània produïa formes simples de vida que cada cop adquirien més complexitat, adaptant-se al medi ambient per canvis heretats d'adults causats per l'ús o desús. Aquest procés es denominà més endavant lamarckisme. Lamarck pensava que hi havia una tendència progressiva inherent que duia contínuament els organismes cap a una complexitat major, en llinatges paral·lels però separats, sense extinció. Geoffroy sostingué que el desenvolupament embrionari recapitulava transformacions dels organismes en eres passades quan l'entorn actuà en els embrions, i que les estructures dels animals foren determinades per un pla constant com demostraven les homologies. Georges Cuvier discutí amb força aquestes idees, sostenint que espècies fixes no relacionades mostraven semblances que reflecteixen un disseny per a necessitats funcionals. El seu treball paleontològic a la dècada de 1790 havia establert la realitat de l'extinció, que s'explica per catàstrofes locals, seguit per repoblació per part d'altres espècies de les zones no afectades.
A la Gran Bretanya, William Paley, a Natural Theology, veié l'adaptació com una evidència del «disseny» beneficiós del Creador actuant a través de les lleis naturals. Tots els naturalistes a les universitats angleses eren clergues de l'Església Anglicana, i la ciència es convertí en una recerca d'aquestes lleis. Els geòlegs adaptaren el catastrofisme per mostrar l'anihilació repetida a tot el món i la creació de noves espècies fixes adaptades a un entorn canviant, en un principi identificant la catàstrofe més recent com el diluvi universal. Alguns anatomistes com Robert Edmond Grant foren influïts per Lamarck i Geoffroy, però la majoria dels naturalistes consideraven les seves idees sobre la transmutació com una amenaça per a l'ordre diví social.

### Origen de la Teoria de Darwin

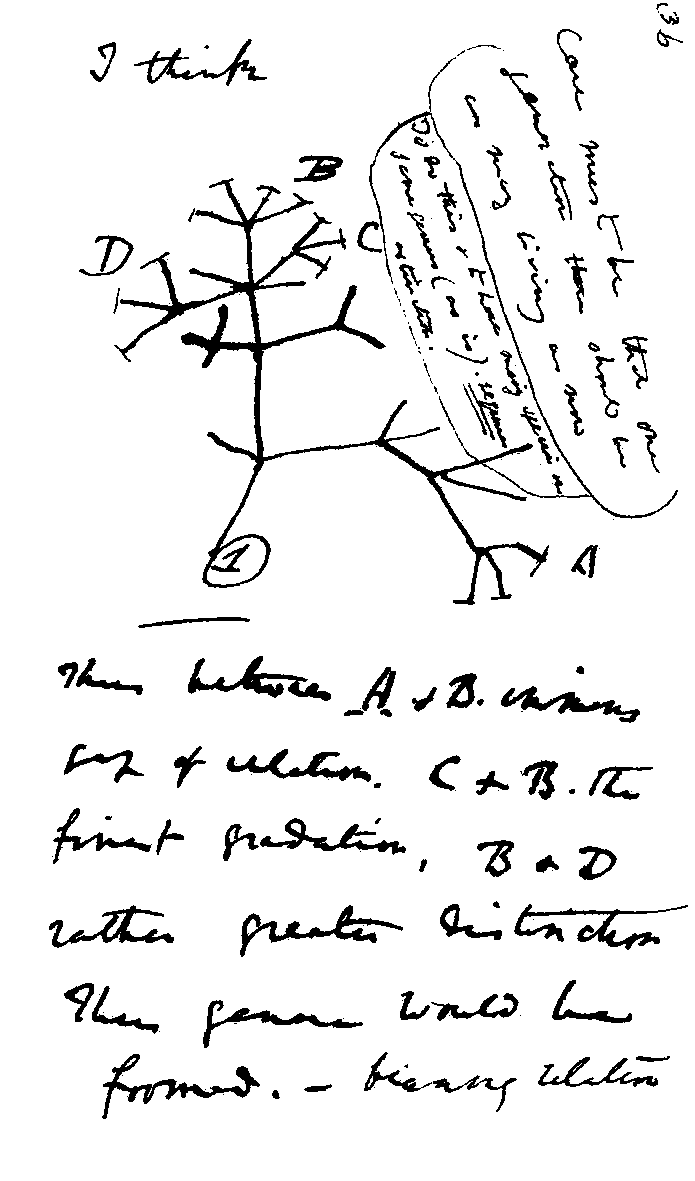
A mitjan juliol de 1837, Darwin començà el seu quadern de notes «B» sobre la transmutació de les espècies, i a la pàgina 36 escrigué «I think» —penso— sobre el seu primer arbre filogenètic.

Darwin anà a la Universitat d'Edimburg el 1825 per estudiar-hi medecina, però l'abandonà al segon any per estudiar història natural. Passà quatre mesos ajudant Robert Grant a investigar invertebrats marins. Ell li revelà el seu entusiasme per la transmutació de les espècies, però Darwin la rebutjà. Des del 1827 a la Universitat de Cambridge, Darwin aprengué ciència com la teologia natural del botànic John Stevens Henslow, i llegí William Paley, John Herschel i Alexander von Humboldt. Ple d'entusiasme per la ciència, estudià geologia catastrofista amb Adam Sedgwick.
El desembre de 1831 s'uní a l'expedició del Beagle com a naturalista i geòleg. Llegí Principis de Geologia de Charles Lyell i a la primera parada a terra, a l'illa de Santiago, trobà en l'uniformisme de Lyell una clau per a la història geològica del paisatge. Darwin descobrí fòssils semblants a armadillos gegants, i prengué nota de la distribució geogràfica de les espècies modernes amb l'esperança de trobar el seu «centre de creació». Els tres missioners que l'expedició havia de tornar a la Terra del Foc eren amables i civilitzats, però els seus familiars a l'illa a Darwin li semblaren «salvatges miserables i degradats», i ja no hi veia una esquerda insalvable entre els éssers humans i els animals. A mesura que el Beagle s'apropava a Anglaterra el 1836, assenyalà que les espècies podrien no ser inalterables.
Richard Owen mostrà que els fòssils d'espècies extingides que Darwin trobà a Amèrica del Sud tenien relació amb les espècies vives al mateix continent. el març de 1837, l'ornitòleg John Gould anuncià que el nyandú de la Patagònia era una espècie diferent del nyandú descrit anteriorment —encara que els seus territoris estaven superposats—, que els mímids recollits a les Illes Galápagos representaven tres espècies separades, cadascuna única en una illa en particular, i que aus diferents de diverses d'aquestes illes es classificaren com pinsans. Darwin començà a especular, en una sèrie de quaderns, sobre la possibilitat que «una espècie canvia en una altra» per explicar aquestes troballes, i al voltant de juliol esbossà una genealogia de ramificació d'un sol arbre evolutiu, els llinatges independents de descart de Lamarck que progressen a formes superiors. En forma poc convencional, Darwin preguntà a criadors de coloms i d'animals, així com a científics establerts. Al zoològic tingué la seva primera visió d'un mico, i quedà profundament impressionat per com d'humà semblava l'orangutan.
A finals de setembre de 1838, començà a llegir l'Assaig sobre el principi de la població de Thomas Malthus amb el seu argument estadístic que les poblacions humanes, si no són limitades, creixeran més enllà dels seus medis i lluitaran per sobreviure. Darwin relacionà això amb la lluita per l'existència a la vida silvestre i amb la «guerra de les espècies» a les plantes del botànic Augustin Pyramus de Candolle. Immediatament imaginà «una força com de cent mil falques» que empenyen variacions ben adaptades a les «esquerdes en l'economia de la natura» per la qual els supervivents transmeten la seva forma i habilitats, i les variacions desfavorables serien destruïdes. El desembre de 1838, havia observat una semblança entre l'acte de selecció dels trets dels criadors i una selecció malthusiana natural entre variants aparegudes per «casualitat» de manera que «cada part de l'estructura acabada d'adquirir és totalment pràctica i perfeccionada».
Darwin tenia ara el marc de la seva teoria de la selecció natural «sobre la qual treballar», però estava totalment ocupat amb la seva carrera com geòleg i esperà per escriure un esbós de la seva teoria fins que completà el seu llibre L'estructura dels esculls de corall el maig de 1842.

## Elaboració
Els fets exposats a L'origen de les espècies foren reunits pel mateix Darwin al llarg del seu viatge al Beagle entre el 1831 i el 1836. Tanmateix, fins a la lectura de l'assaig de Thomas Malthus sobre el principi de la població, Darwin no trobà un marc teòric que considerés adequat per enfilar l'argumentació de la seva obra:
| « | L'octubre de 1838, això és, quinze mesos després de començar el meu estudi sistemàtic, succeí que llegí per diversió l'assaig sobre la població de Malthus, i vaig començar a estar ben preparat per apreciar la lluita per l'existència que es dona pertot arreu a partir d'observacions a llarg termini dels hàbits d'animals i plantes, i tot seguit em va impactar el fet que sota tals circumstàncies les variacions favorables tendirien a ser preservades, mentre que les desfavorables serien destruïdes. El resultat d'això seria la formació de noves espècies. Aquí, per tant, per fi hi havia una teoria amb la qual treballar. | » |

El llibre es posà a la venda el 24 de novembre de 1859, a l'editorial John Murray de Londres, i esgotà 1.250 exemplars impresos el primer dia.

## Publicació

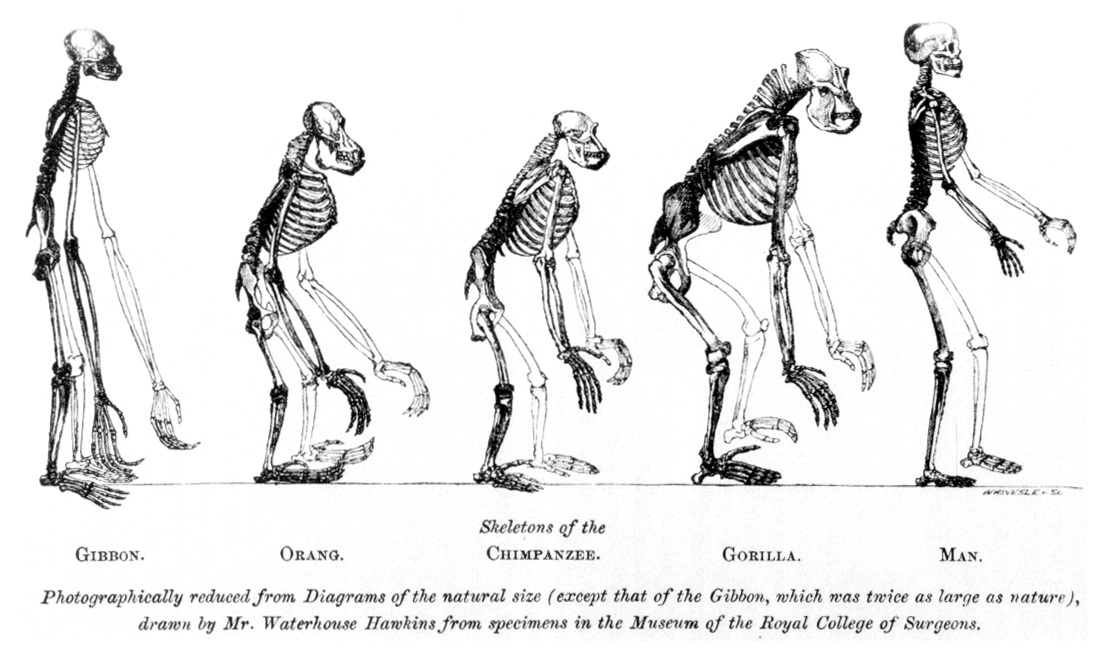
Evidence as to Man's Place in Nature de 1863, Thomas Huxley.

Com es posa de manifest a La descendència de l'home i sobre la selecció en relació amb el sexe, Darwin havia reflexionat àmpliament en les implicacions de la seva teoria sobre l'origen de la humanitat, si bé el tema de l'evolució humana no havia estat tractat en profunditat a L'origen de les espècies.
La publicació de les seves idees sobre l'evolució fou avançada a causa de la investigació independent d'una teoria semblant realitzada per Alfred Russel Wallace el 1858 —el llibre de Darwin fou publicat el 1859. Molts consideren que Wallace mereix tant de crèdit com Darwin per la seva teoria de la selecció natural, tot i que l'obra de Darwin presenta una teoria amb més quantitat d'observacions i una argumentació millor.
Charles Darwin feu així moltes de les seves investigacions, arribant a les seves pròpies teories, amb mètodes rudimentaris i purament casolans. Al jardí de casa seva observava amb instruments molt bàsics l'evolució de les plantes, i així de forma completament empírica i poc sofisticada arribava a les seves conclusions.